# Гольштейн, Геннадий Львович
Геннадий Львович Гольштейн (род. 25 января 1938) — советский музыкант, аранжировщик и композитор, педагог, джазовый альт-саксофонист, флейтист, кларнетист.

## Биография
В детской музыкальной школе Калининского района Ленинграда учился игре на кларнете, позже самостоятельно освоил саксофон.
В 1956 году окончил Ленинградский автодорожный техникум, но по своей технической специальности почти не работал.
Начал свою музыкальную карьеру в 1950-е годы. Стал известен в 1960-е годы как солист, концертмейстер группы саксофонов и аранжировщик в ленинградском джазовом оркестре Иосифа Вайнштейна, где проработал с 1959 по 1967 год. Тогда же начал выступать с трубачом Константином Носовым в составе джаз-квинтета солистов.
В 1963 году в США вышел альбом The Victor Feldman all stars play the world’s first album of soviet jazz с записью 5 авторских тем советских джазменов и инструментальной версии песни композитора Льва Книппера «Полюшко-поле», клавиры которых музыканты оркестра Бенни Гудмена привезли с гастролей по СССР в 1962 году. На пластинке присутствуют 3 композиции, сочинённые Геннадием Гольштейном, а именно: Blue Church Blues, Madrigal, Gennadi; также в альбом вошли произведения московского трубача Андрея Товмасяна (Ritual) и киевского пианиста Гиви Гачечиладзе (Vic). Вся музыка была исполнена ансамблем под управлением британского вибрафониста и пианиста Виктора Фелдмана, также гастролировавшего с оркестром по Советскому Союзу.
В 1966 году на Ленинградском джазовом фестивале получил диплом за оригинальную аранжировку песни композитора Андрея Петрова «Я шагаю по Москве» из одноимённого фильма.
Наиболее известные джазовые композиции, написанные им в этот период: «Письмо другу», «Тема для Тимы», «Поезд на юг», «Сомнения», «В последний раз», «На задворках», «Наивный человек». 
С 1967 по 1972 год участвовал в выступлениях джаз-оркестров Эдди Рознера, Вадима Людвиковского и др.
С 1972 по 1976 год был ведущим саксофонистом в джаз-оркестре Олега Лундстрема.
Параллельно с концертными выступлениями вел класс саксофона на эстрадно-джазовом отделе музыкального училища (с 1974 по 1978 год отдел находился в Ленинградском музыкальном училище имени Римского-Корсакова, а в 1978 году был перенесен в музыкальное училище имени Мусоргского).
В 1977 году вернулся в Ленинград и на время отошёл от джаза, основав ансамбль старинной музыки Pro Anima, в котором играл на флейтах и виоле-да-гамба. Основу репертуара ансамбля составляла западноевропейская музыка позднего Средневековья и Возрождения. Ансамбль выпустил несколько пластинок.
В 1990-е годы Геннадий Гольштейн вернулся в джаз — он является основателем и руководителем оркестра «Саксофоны Санкт-Петербурга» (образован в 1998 году), квартета «Далёкие радости».
Среди его учеников — такие известные музыканты, как Игорь Бутман, Игорь Тимофеев, Роман Капорин, Батырхан Шукенов и Михаил Чернов.

## Избранная дискография

### Грампластинки, изданные на «Мелодии»
- 1988 — «Время пришло!» Джазовые композиции Геннадия Гольштейна (Издание записей 1968, 1972—1974 гг.) (Мелодия М60-48437-38)

(также принимал участие в записях джаз-оркестров Иосифа Вайнштейна в 1962—1967 гг. (Д 10879-80 и Д 19159-60), Вадима Людвиковского в 1973 г. (СМ 04365-66) и Олега Лундстрема в 1976 г. (С60 07077-8 и
С60 08473-4), во всех записях ансамбля Pro Anima)

### Компакт-диски
- 1998 — Далекие радости (The distant joys)
- 2000 — Обреченные на счастье (Doomed to be happy)
- 2005 — Саксофоны Санкт-Петербурга (St.Petersburg’s Saxophones)
- 2007 — Настигнутый радостью (Overtaken by joy)
- 2009 — Долина Блаженных (The Valley of Blessed)
- 2014 — Улицы Грёз (Streets of Dreams)